# The Poacher's Pardon
The Poacher's Pardon er en amerikansk stumfilm fra 1912 af Sidney Olcott.

## Medvirkende
- Jack J. Clark - Jim Warren
- Alice Hollister - Dora Wallace
- J.P. McGowan - Wallace
- Helen Lindroth